# Theo Poel
Theo Poel (24 april 1951) is een Belgisch voormalig voetballer die speelde als verdediger. Poel speelde lange tijd in de eerste klasse bij Standard Luik en was het prototype van de stoere verdediger met een harde speelstijl, waardoor hij tijdens zijn carrière heel wat gele kaarten verzamelde.

## Biografie
Poel startte zijn carrière in 1969 bij Beringen FC dat toen in de Tweede klasse uitkwam. In 1972 promoveerde de club naar de Eerste klasse en Poel speelde daarna nog 3 seizoenen bij de club onder trainer Jef Vliers. Het was op voorspraak van deze laatste dat Standard Luik hem in 1975 aantrok. Poel zou er uiteindelijk elf jaar spelen tot in 1986. Hij speelde bij Standard 355 wedstrijden, waarvan 346 als titularis, scoorde 9 doelpunten en verzamelde in totaal 44 gele kaarten en 1 rode kaart. Verder werd hij met Standard tweemaal landskampioen en won hij eenmaal de Beker van België.
Het sportieve hoogtepunt van zijn carrière was ongetwijfeld de finalewedstrijd voor de Europacup II 1981/82 tegen FC Barcelona die met 2-1 verloren werd. Poel veroorzaakte er de fout waardoor Barcelona via de daaropvolgende vrije schop op voorsprong kon komen en daarna miste hij de gelijkmaker op een haar na.
Na Standard ging Poel nog 1 seizoen voetballen bij Beerschot. Poel kreeg een vrije transfer en sloot zijn carrière af bij derdeklasser FC Hannut en vierdeklasser KAC Olen.
Na zijn sportcarrière werd Poel marktkramer.

## Erelijst

### Club
Standard Liège
- Eerste klasse: 1981-82, 1982-83
- Beker van België: 1980-81 (winnaars), 1983-84 (finalisten)
- SuperCup: 1981, 1983
- Ligabeker: 1975
- Europacup II: 1981-82 (finalisten)
- Intertoto Cup Groepwinnaars: 1980,[2] 1982[3]